# Nemestrinus eristalis
Nemestrinus eristalis är en tvåvingeart som först beskrevs av Friedrich Hermann Loew 1873.  Nemestrinus eristalis ingår i släktet Nemestrinus och familjen Nemestrinidae. Inga underarter finns listade i Catalogue of Life.